# NGC 539
NGC 539 est une très vaste galaxie spirale barrée située dans la constellation de la Baleine. NGC 539 a été découverte par l'astronome américain Francis Leavenworth en 1885. Francis Leavenworth a observé cette même galaxie en 1886, mais ne s'est pas aperçu qu'il s'agissait de celle qu'il avait découverte en 1885. Elle a été ajoutée au catalogue NGC sous la désignation NGC 563.

## Caractéristiques
Sa vitesse par rapport au fond diffus cosmologique est de 9 320 ± 21 km/s, ce qui correspond à une distance de Hubble de 137,5 ± 9,6 Mpc (∼448 millions d'al).
La classe de luminosité de NGC 539 est III et elle présente une large raie HI.
En raison d'une brillance de surface égale à 14,30 mag/am2, on peut qualifier NGC 539 de galaxie à faible brillance de surface (LSB en anglais pour low surface brightness). Les galaxies LSB sont des galaxies diffuses (D) avec une brillance de surface inférieure de moins d'une magnitude à celle du ciel nocturne ambiant.

## Supernova
La supernova SN 2008gg a été découverte dans NGC 539 le 9 octobre 2008 par l'astronome américain Andrew J. Drake dans le cadre du relevé CSS (Catalina Sky Survey) de l'Université de l'Arizona. Cette supernova était de type Ia.